# Петроний (Тэнасе)
Иеросхимона́х Петро́ний (рум. Petroniu, в миру — Пертру Тэнасе, рум. Pertru Tănase; 23 мая 1916 — 22 февраля 2011, скит Продром) — известный на Святой Горе Афон и среди православных разных стран старец.

## Биография
Родился 23 мая 1916 года в Фаркаше (область Нямц) в Румынии в крестьянской семье. В 1940 году в монастыре Сихастрия был пострижен в монашество. Позже перешёл в Анфимовский монастырь в Бухаресте и окончил Православный богословский факультет Бухарестского университета и курсы математики и философии. В 1947 году был рукоположен в сан иеромонаха и направлен преподавателем гомилетики и катехизиса в семинарию при Нямецком монастыре.
В 1959 году, из-за давления коммунистических властей, был вынужден уйти из монастыря и неоднократно подвергался преследованиям за веру. В 1964—1969-х годах находился под домашним арестом без права священнодействовать.

### На Афоне
В 1978 году переехал на Святую Гору Афон, где с 1984 года настоятельствовал в румынском скиту Продром. Во время его настоятельства в скиту проведены большие восстановительные работы: был расписан собор и устроен новый архондарик, проложена дорога, соединяющая скит с Великой Лаврой.
На время настоятельства отца Петрония пришлось прославление в лике святых Русской, а затем и Румынской церквей преподобного Антипы Валаамского — постриженика скита Продром.
В мае 1998 года архимандрит Панкратий (Жердев), наместник Валаамского монастыря, передал по просьбе отца Петрония частицу мощей преподобного Антипы в благословение обители, из которой вышел преподобный.
Одним из последних больших дел старца стало принесение в Россию списка с главной святыни скита — чудотворной иконы Божией Матери «Продромисса», или «Самонаписавшаяся». Это событие произошло в июне 2010 года, во время празднования 300-летия Царского Села и освящения Святейшим Патриархом Московским и всея Руси Кириллом воссозданного собора во имя святой Екатерины в Царском Селе.
Скончался 22 февраля 2011 года. 24 февраля старец Петроний был похоронен на монастырском кладбище. Отпевание совершил епископ Родостольский Хризостом, проживающий на покое в лавре преподобного Афанасия, на земле которой находится румынский скит. На похороны прибыли представители Патриарха Румынского и государственных властей Румынии. В отпевании приняли участие более 30 иеромонахов.

### Известность
За духовным наставничеством к нему обращались не только румынские, но и другие афонские монахи и многочисленные паломники различных национальностей. Он был известен как глубокий молитвенник и человек большого смирения. Ему дважды предлагали стать Патриархом Румынской церкви, но всякий раз он отказывался от этой чести.

## Сочинения
- «Врата покаяния» (переведена на несколько европейских языков)